# Svartifoss
Svartifoss ('cascada negra') és una cascada situada dins del Parc Nacional de Skaftafell a Islàndia. El seu nom prové de les columnes basàltiques negres que la rodegen. Aquestes columnes hexagonals es van formar com a conseqüència d'un procés de cristal·lització extremadament lent a l'interior d'un flux de lava. Altres formacions similars ben conegudes poden ser contemplades a la Calçada del Gegant, a Irlanda del Nord, i a l'illa de Staffa a Escòcia.
Les columnes han estat font d'inspiració de diversos arquitectes islandesos. Un exemple d'aquest fet és l'església Hallgrímskirkja i el Teatre Nacional, tots dos a Reykjavík.

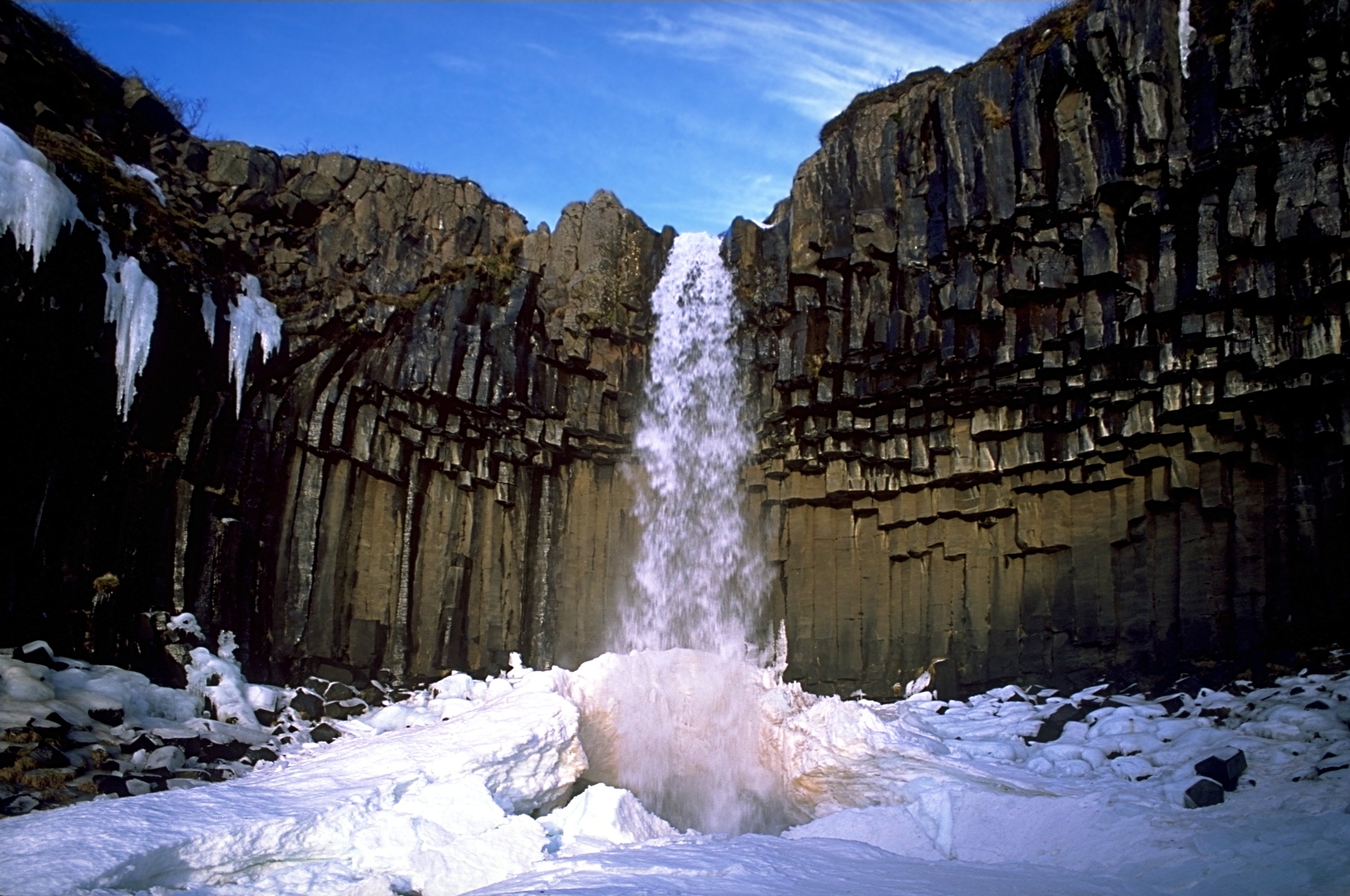
Svartifoss (hivern)